# 多古台バスターミナル

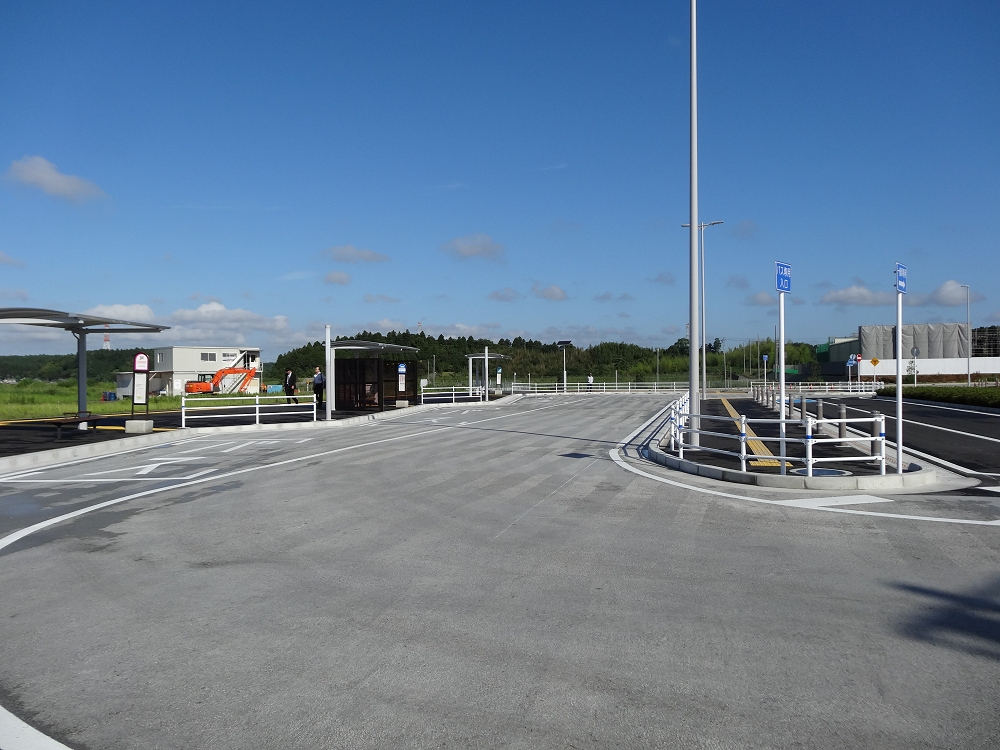
多古台バスターミナル

多古台バスターミナル（たこだいバスターミナル）は、千葉県香取郡多古町多古にあるバスターミナルである。パークアンドライドも対応（駐車料金は無料）。略称「多古台BT」。

## 概要
多古町による多古台地区都市計画事業により、付近に積水ハウスグループの住宅街や、こども園が建設される中、2015年6月20日に供用が開始された。隣接するジェイアールバス関東成田空港支店（開業時は東関東支店）も同日の開業である。
高速バスは、東京 - 富里・多古線が乗り入れを行っている。
一般路線バスは、ジェイアールバス関東が多古本線・栗源線を乗り入れ、旧多古営業センター前にあった多古終点はバスターミナル開業前日の2015年6月19日を最後に廃止となった。千葉交通は空港シャトルバスが乗り入れており、過去には水戸線が乗り入れていた。
また、多古町循環バスもターミナルの開設に伴い再編された。
2016年にはターミナル内に観光案内板が設置されたほか、2017年にトイレや駐輪場が完成している。

## バス路線

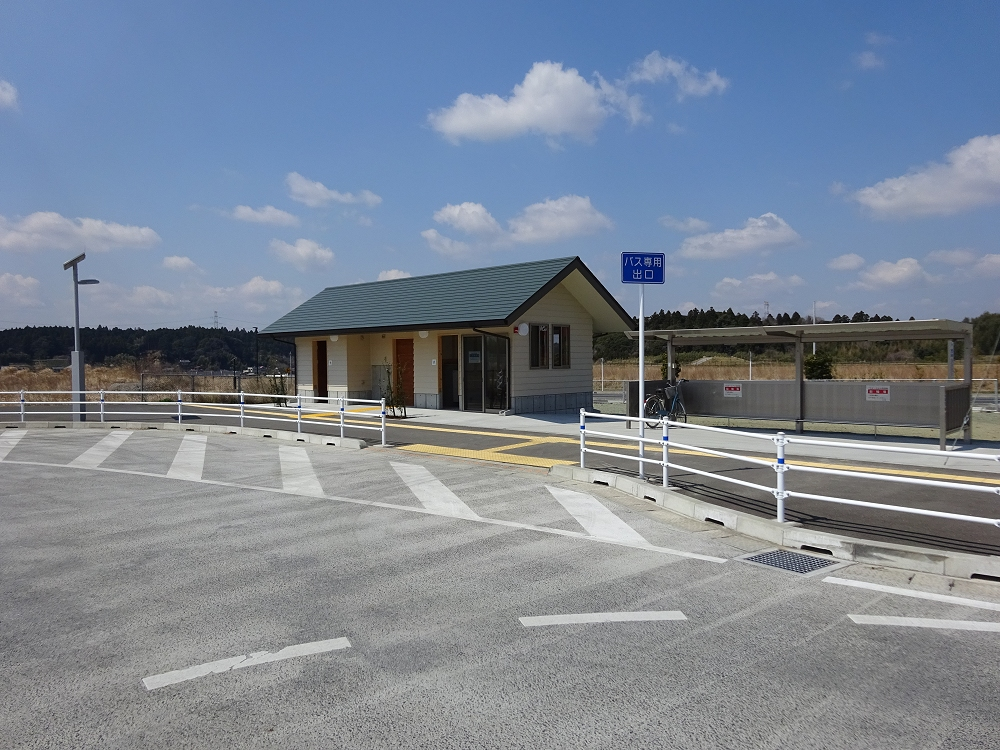
トイレ・駐輪場

| 乗り場    | 路線名              | 行先                                  | 運行会社             |
| --------- | ------------------- | ------------------------------------- | -------------------- |
| 1番のりば | 東京 - 富里・多古線 | 東京駅日本橋口                        | 京成バス千葉イースト |
| 2番のりば | 多古本線            | 成田駅・八日市場駅                    | ジェイアールバス関東 |
| 2番のりば | 栗源線              | 佐原駅                                | ジェイアールバス関東 |
| 2番のりば | 空港シャトルバス    | 成田空港第2ターミナルビル・道の駅多古 | 京成バス千葉イースト |
| 3番のりば | 久賀ルート          | 次浦・多古南方面循環                  | 多古町循環バス       |
| 3番のりば | 常磐・中ルート      | 宮本方面                              | 多古町循環バス       |